# Sangre de Cristo Range
Das Teilgebirge Sangre de Cristo (spanisch für Das Blut Christi) ist eine zu den Rocky Mountains gehörende Bergkette in den Vereinigten Staaten von Amerika. Sie erstreckt sich südlich des Arkansas River im Süden des US-Bundesstaates Colorado auf einer Länge von rund 350 km bis ins nördliche New Mexico. Höchste Erhebung ist der Blanca Peak mit 4.374 Metern Höhe.

## Beschreibung

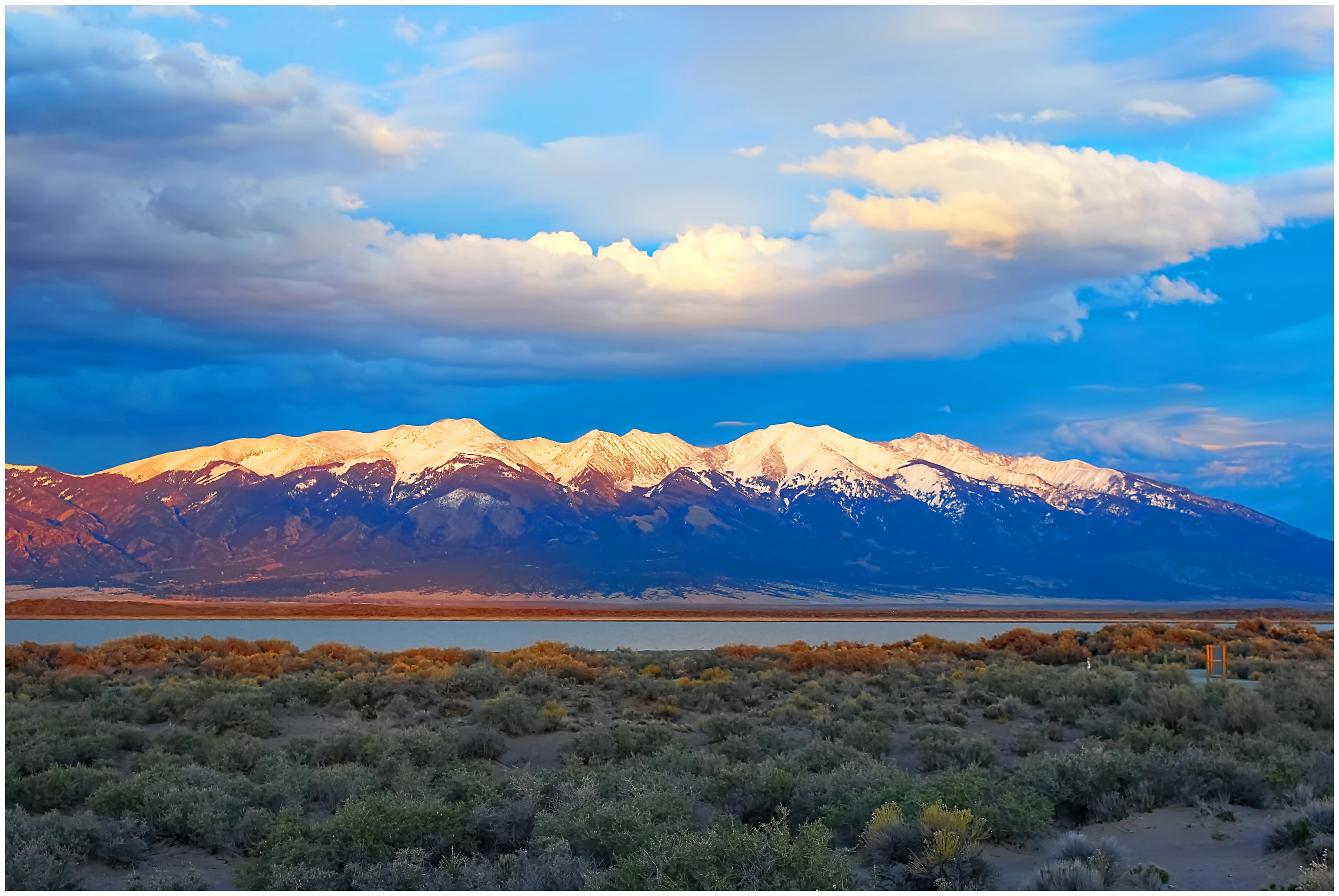
Das Sangre-de-Christo-Gebirge bei Sonnenuntergang

In der Sangre de Cristo Range gibt es alpine Seen und Tundra-Regionen. Es gibt alte Kiefern- und Fichten-Wälder, große Gebiete mit Espen und anderen Weidengewächsen, Grasebenen und Feuchtgebiete mit einer Vielzahl von Pflanzen und Tieren.
Der Legende nach geht der Name des Gebirges auf einen Ausruf des spanischen Landesforschers Antonio Valverde y Cosio zurück, der im Jahr 1719 bei seiner Entdeckungsreise über Colorado nach Kansas von dem Anblick der rötlichen Morgensonne auf den schneebedeckten Bergspitzen so beeindruckt gewesen sein soll, dass er glaubte, darin das Blut Christi zu erkennen. Er entdeckte eine rund 27 Millionen Jahre alte Bergkette, die sich unter dem Druck des Aufeinandertreffens der Pazifischen und der Nordamerikanischen Platte – ursprünglich als ein weitestgehend zusammengehaltener riesiger Gesteinsbrocken – aus dem Boden erhob. Es ist heute ein nach Osten und Westen zerklüftetes Gebirge mit einem auffälligen Einschnitt durch das Zentrum.
An das Sangre-de-Cristo-Gebirge grenzt im Westen das San-Luis-Tal, eine fast 200 km lange und etwa 120 km breite Senke inmitten der umliegenden Gebirgsketten, während die östliche Grenze auch gleichzeitig die der gesamten Rocky Mountains ist und hier der kontinuierliche Übergang in die Great Plains beginnt.

## Höchste Gipfel
| Name des Gipfels | Höhe    |
| ---------------- | ------- |
| Blanca Peak      | 4.374 m |
| Crestone Peak    | 4.358 m |
| Crestone Needle  | 4.327 m |
| Kit Carson Peak  | 4.317 m |
| Challenger Point | 4.290 m |